# Chemins de Fer Luxembourgeois
Société Nationale des Chemins de Fer Luxembourgeois (CFL) er det nationale luxembourgske jernbaneselskab.
Det blev oprettet den 14 maj 1946. Der blev transporteret 14,1 millioner passagerer i 2005. Der er mange daglige forbindelser til nabolandene Tyskland, Frankrig og Belgien.
Der er 275 kilometer jernbaner i Luxembourg, hvoraf 140 km er dobbeltspor og 135 km er enkeltspor. Næsten hele spornettet er elektrificeret med 25Kv, 50Hz og en lille del med 3 Kv DC.

## Fodnoter
1. ↑  "Rapport annuel 2005" (PDF). Chemins de Fer Luxembourgeois. 2006. Arkiveret fra originalen (PDF) 23. september 2013. Hentet 2007-07-21.
2. ↑  Man skal have Google Earth software fra Google Earth community forum.

| Jernbane | Spire Denne jernbaneartikel er en spire som bør udbygges. Du er velkommen til at hjælpe Wikipedia ved at udvide den. |